# Helicopsyche megalochari
Helicopsyche megalochari là một loài Trichoptera trong họ Helicopsychidae. Chúng phân bố ở miền Cổ bắc.